# (4381) Uenohara
(4381) Uenohara es un asteroide perteneciente al cinturón de asteroides, descubierto el 22 de noviembre de 1989 por Nobuhiro Kawasato desde el Uenohara Observatory, Japón.

## Designación y nombre
Designado provisionalmente como 1989 WD1. Fue nombrado Uenohara en homenaje a  la ciudad Uenohara perteneciente a la prefectura de Yamanashi.

## Características orbitales
Uenohara está situado a una distancia media del Sol de 3,025 ua, pudiendo alejarse hasta 3,265 ua y acercarse hasta 2,785 ua. Su excentricidad es 0,079 y la inclinación orbital 11,22 grados. Emplea 1922 días en completar una órbita alrededor del Sol.

## Características físicas
La magnitud absoluta de Uenohara es 11,3. Tiene 20,242 km de diámetro y su albedo se estima en 0,157.